# جریان نشتی معکوس
جریان نشتی معکوس (به انگلیسی: Reverse leakage current) در یک افزاره نیم‌رسانا جریانی است هنگامی که افزاره بایاس معکوس است.
تحت بایاس معکوس، یک افزاره نیم‌رسانای ایده‌آل نباید جریانی را هدایت کند، با این حال، به دلیل جذب بارهای ناهمانند، طرف مثبت منبع ولتاژ الکترون‌های آزاد (حامل اکثریت در ناحیه n) را از محل پیوند P-N دور می‌کند. جریان این الکترون‌ها منجر به ایجاد کاتیونهای اضافی می‌شود و درنتیجه ناحیه تخلیه را گسترش می‌دهد.
عریض شدن ناحیه تخلیه به‌صورت سَدی عمل می‌کند که مانع از حرکت حامل‌های بار در سراسر محل پیوند می‌شود، به جز جریان نشتی معکوس جزئی که اغلب برای دیودهای ژرمانیوم حدود ۱ میلی‌آمپر و برای دیودهای سیلیکون ۱ میکروآمپر است.
وجود این جریان در درجه اول توسط حامل‌های اقلیت برخواسته از زوج‌های الکترون حفره تولیدشده با گرما را تسهیل می‌شود. این جریان با دما افزایش می‌یابد، زیرا بارهای اقلیت بیشتری تولید می‌شود، به همین دلیل است که مدیریت دما در ترانزیستورهای دوقطبی اهمیت ویژه‌ای دارد، اگرچه برای بیشتر اهداف، جریان نشتی ناچیز است و می‌توان آن را به‌طور مؤثر نادیده گرفت.